# Helicoidea
Helicoidea zijn een superfamilie van weekdieren uit de klasse van de Gastropoda (slakken).

## Taxonomie
De volgende families zijn in de superfamilie ingedeeld:
- Camaenidae Pilsbry, 1895
- Canariellidae Schileyko, 1991
- Cepolidae Ihering, 1909
- Elonidae Gittenberger, 1977
- Geomitridae C.R. Boettger, 1909
- Helicidae Rafinesque, 1815
- Helicodontidae Kobelt, 1904
- Hygromiidae Tryon, 1866
- Labyrinthidae Borrero, Sei, D. G. Robinson & Rosenberg, 2017
- Pleurodontidae Ihering ,1912
- Polygyridae Pilsbry, 1895
- Sphincterochilidae Zilch, 1960 (1910)
- Thysanophoridae Pilsbry, 1926
- Trichodiscinidae H. Nordsieck, 1987
- Trissexodontidae H. Nordsieck, 1987
- Xanthonychidae Strebel & Pfeffer, 1879